# 石川総純
石川 総純（いしかわ ふさずみ）は、伊勢亀山藩の第3代藩主。伊勢亀山藩石川家8代。

## 生涯
宝暦8年（1758年）10月25日、石川総英（初代藩主・石川総慶の長男）の長男として江戸で生まれる。父の総英が宝暦9年（1759年）に早世、次いで明和元年（1764年）に祖父の総慶が死去すると、総純は幼少であったため、家督は叔父の総尭が継いだ。このとき、総純は叔父の養子となる。しかし総尭もすぐに死去したため、総純が家督を継いだ。しかし若年のため、一族の総徳が補佐した。安永2年（1773年）12月、従五位下、日向守に叙位・任官する。安永5年（1776年）5月13日に死去、享年19。分家の旗本家から総博を養子として迎え跡を継がせた。
総英治世下の亀山藩において伊勢最大の一揆（明和5年の一揆）が発生した。「鈴鹿郡野史」によれば、亀山藩では藩財政が厳しい中、財政再建のため農民への五人組制強化に加えて、幕府より明和3年（1766年）の甲斐治水普請（甲州川筋御普請手伝）・総慶治世時の朝鮮通信使の接待・饗応を命じられ、これらの出費に対して「守山御用金」・「甲州御用金」・「桑年貢」・「茶年貢」などの名目で徴税を強化した。また、藩御用達商人の建言から年貢を免除していた荒地の中で良田化した永荒地を検地を行い年貢対象地とし、また米の専売制を採用して農民が米を自由に売買することを禁じた。明和5年（1764年）春、亀山藩代官邸において各村の大庄屋・庄屋を招き地租改正の目的をもって荒地検地を行うことへの打ち合わせが行われたが、合意を得るに至らず、藩では検地の強行を決定した。これに対して同年9月14日（10月24日）から17日（同27日）、伊船村大庄屋真弓長右衛門を頭人に83ヶ村5千6百人の農民が広瀬野に集結し、「検地中止、用金免除、茶・桑年貢廃止、大庄屋退役」を要求し、御用達商人西村源兵衛や大庄屋扇屋宗兵衛宅などの打ち壊しを行った。藩では総英後見の総徳以下が協議し、武力による鎮定の構えを示し一揆を解散させた後、一揆要望に則り大庄屋・庄屋、郡奉行・代官を罷免、一揆側頭人3人を処刑した。

## 系譜
父母
- 石川総英（実父）
- 石川総尭（養父）

養子
- 石川総博 - 石川総恒の次男